# 卡莱布·韦森
卡莱布·埃弗里·韦森（1999年7月27日—）為美國男子籃球運動員，場上位置為中鋒，最後效力於台灣職業籃球大聯盟高雄全家海神。
韦森的父親基思·韦森於1983年至1987年時曾是俄亥俄州立大学籃球校隊成員。韦森與哥哥安德烈·韦森一同在韋斯特維爾南方高中當三年隊友，2017年3月韦森獲選俄亥俄州籃球先生，2017年夏天進入俄亥俄州立大学就讀。2020年4月韦森放棄大學最後一年參賽資格投入NBA選秀。
2024年7月29日，台灣職業籃球大聯盟（TPBL）高雄全家海神宣布韦森加盟事宜，中文登錄名為「威勝」。10、11月韦森出賽5場比賽，繳出場均21.4分、12.2籃板、4.2助攻、2抄截、1.6阻攻的表現，在12月6日獲選TPBL2024-25賽季10、11月最佳洋將。2025年4月韦森出賽5場比賽，繳出場均17分、16.6籃板、4助攻、1.8阻攻、1.4抄截的表現，在5月5日獲選TPBL2024-25賽季4月最佳洋將。7月29日，高雄全家海神宣布韦森離隊。

## 外部連結
- 卡莱布·韦森在fiba.basketball（英语）
- 卡莱布·韦森在NBA官網（英语）
- 卡莱布·韦森在NBA G聯盟官網（英语）
- 卡莱布·韦森在法國籃球甲級聯賽官網（法语）
- 卡莱布·韦森在台灣職業籃球大聯盟官網
- 卡莱布·韦森在Basketball-Reference.com（NBA）（英语）
- 卡莱布·韦森在Basketball-Reference.com（NBA G聯盟）（英语）
- 卡莱布·韦森在Basketball-Reference.com（國際）（英语）
- 卡莱布·韦森在Sports-Reference.com（NCAA）（英语）
- 卡莱布·韦森在Eurobasket.com（球員）（英语）
- 卡莱布·韦森在Proballers（英语）
- 卡莱布·韦森在RealGM（球員）（英语）
- 卡莱布·韦森在Flashscore（英语）